# Вибух у вежі Pemex

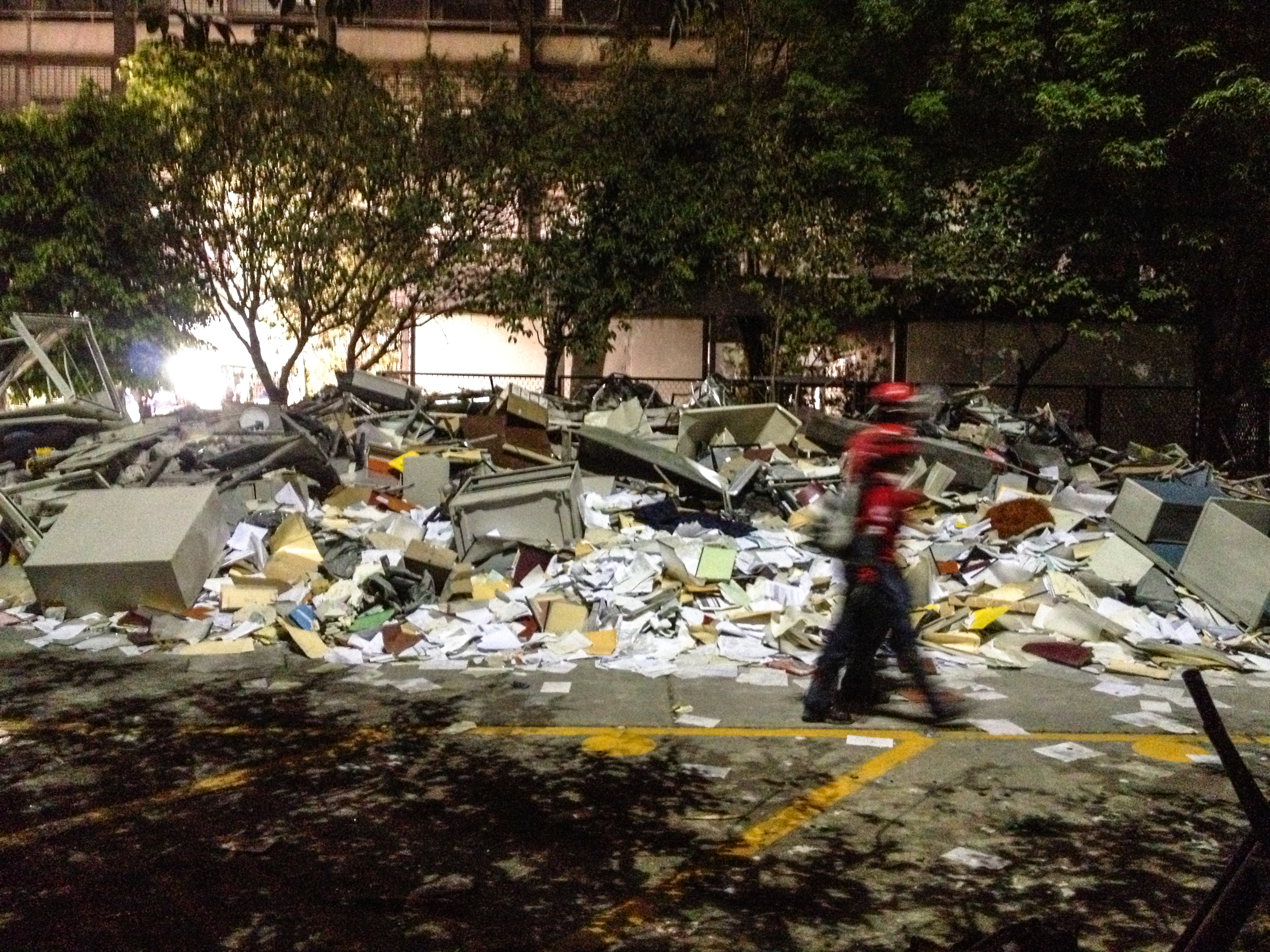
Місце вибуху увечері 31 січня

Вибух у хмарочосі Torre Ejecutiva Pemex у Мехіко стався у четвер 31 січня 2013 року близько 15:45 за місцевим часом. У цій будівлі розташована штаб-квартира мексиканської державної нафтової компанії Pemex. 
На момент пригоди у вежі відбувалася зміна персоналу, і у будівлі перебувало до тисячі осіб.
Вибух спричинили витік та акумуляція природного газу в підсобному підвальному приміщенні споруди. Слідів вибухівки поліцейські на місці пригоди не знайшли.
Перед проведенням рятувальних робіт споруда була перевірена на небезпеку обвалення будинку. Близько 1,2 тисячі чоловік були евакуйовані на безпечну відстань. Рятувальна операції завершилася ввечері наступної доби. В результаті події щонайменше 33 людини загинули і 121 отримали поранення.
Президент країни Енріке Пенья Ньєто 1 лютого оголосив триденний національний траур за загиблими в результаті вибуху.  Пенья Ньєто також дав генеральній прокуратурі країни доручення провести ретельне розслідування всіх можливих версій трагедії.

## Виноски
1. ↑  Причиною вибуху в офісі нафтової держкомпанії в Мехіко могли стати неполадки у газовому бойлері[недоступне посилання з червня 2019]
2. ↑  Mexico blast kills at least 33, flagging Pemex safety woes. Reuters. 1 лютого 2013. Архів оригіналу за 1 лютого 2013. Процитовано 1 лютого 2013.